# Речбер, Хакан
Хакан Речбер (тур. Hakan Reçber; род. 17 августа 1999, Анкара) — турецкий тхэквондист, чемпион мира, чемпион Европы, бронзовый призер Олимпийских игр 2020 в Токио. Выступает в весовых категориях до 68 килограммов и до 63 килограммов.  

## Биография
Хакан Речбер родился 17 августа 1999 года.

## Карьера
В 2014 году выступил на молодёжном турнире в Сербии, где занял третье место. В следующем году продолжил выступать на турнирах этой категории, став призёром German Open, клубного чемпионата Европы в Белеке, а также выиграл золотую медаль на Президентском Кубке в Бонне.
В 2016 году стал победителем на молодёжном чемпионате мира в Бёрнаби. На клубном чемпионате Европы стал вторым.
В 2017 году выиграл чемпионат Европы до 21 года, который проходил в Софии, а также выступил на взрослом чемпионате мира в Муджу. Речбер достиг стадии 1/8 финала, где уступил иранцу Мирхашему Хоссейни 6:20.
В 2018 году выиграл золотые медали взрослых турниров в Турции и Испании, а также завоевал золото клубного чемпионата Европы в Стамбуле. На чемпионате Европы в Казани стал серебряным призёром. На пути к финалу, в котором Речбер уступил хорвату Ловре Бречичу, турецкий спортсмен победил серба Милоша Гладовича, россиянина Болата Изутдинова и британца Брэдли Синдена.
В 2019 году Речбер выиграл турнир в Лас-Вегасе, стал вторым на турнире в Бельгии и третьим в Испании. На чемпионате мира в Манчестере турецкий спортсмен уступил уже в 1/16 финала колумбийцу Давиду Фелипе Пас Роча. В финале Гран-при в Москве уже в первом поединке Речбер со счётом 9:11 проиграл китайцу Чжао Шуаю.
В 2021 году Речбер завоевал золото чемпионата Европы в Софии, победив в 1/8 финала британца Мохаммеда Нура, в четвертьфинале болгарина Божидара Аврамова, в полуфинале бельгийца Жауада Ашаба и в главном поединке испанца Жоана Жоркера Кала. В рамках отборочного турнира на Олимпиаду в категории до 68 килограммов, Речбер добрался до полуфиналов, и таким образом, получил путёвку на Игры в Токио.
В 2023 году на чемпионате мира, который состоялся в Баку, в категории до 63 кг, Хакан стал чемпионом мира. В финальной схватке он одолел спортсмена из Таиланда.